# زيندلفينغن
زيندلفينغن (بالألمانية: Sindelfingen) هي بلدة كبيرة ‏، مدينة وبلدة ألمانية تقع في ألمانيا في بوبلينغين. يقدر عدد سكانها بـ 60,745 نسمة .

## المدن التوأمة
مدن شافهاوزن (سويسرا)، كوربيل إيسون، سوندريو، Dronfield، جيور، تورجاو وتشيلم هي مدن توأمة لـزيندلفينغن.

## أعلام
- غونتر بيكلي
- هارالد براون